# Rhodocleptria feildi
Rhodocleptria feildi är en fjärilsart som beskrevs av Nicolas Grigorevich Erschoff 1874. Rhodocleptria feildi ingår i släktet Rhodocleptria och familjen nattflyn. Inga underarter finns listade.